# 佐久海ノ口駅
佐久海ノ口駅（さくうみのくちえき）は、長野県南佐久郡南牧村大字海ノ口にある、東日本旅客鉄道（JR東日本）小海線の駅である。
駅の標高は1,064 mで、いわゆるJR線の駅の中で6番目に高く、開業から1933年（昭和8年）7月27日の小海南線・清里駅の開業までの約7か月間は鉄道省で最高地点の駅であった。

## 歴史
- 1932年（昭和7年）12月27日：鉄道省小海線（その後小海北線を経て小海線）小海駅 - 当駅間開通に伴い開業（一般駅）[4]。
- 1978年（昭和53年）9月22日：貨物の取り扱いを廃止[5]。
- 1981年（昭和56年）3月22日：業務委託駅となる[6]。
- 1984年（昭和59年）2月1日：荷物の扱いを廃止[7]。
- 1985年（昭和60年）3月：業務委託を解除し、直営駅に戻る[8]。
- 1987年（昭和62年）4月1日：国鉄分割民営化により、JR東日本の駅となる[5]。
- 2012年（平成24年）12月2日：新駅舎の落成式を開催[9]。
- 2020年（令和2年）10月12日：ATACSを応用した地方交通線向け列車制御システム（無線式列車制御システム）の導入[10][11]に伴い、交換設備を廃止。

## 駅構造
単式ホーム1面1線を有する地上駅である。かつては、小諸方面に向かって左側に旧下り線ホームがある相対式ホーム2面2線であったが、無線式列車制御システム導入に合わせて下り線ホームが廃止されたため、現在は旧上り線ホームに両方向の列車が発着する。互いのホームはずれて設置されて、構内踏切で連絡していた。
無人駅である。駅舎は2012年（平成24年）に落成した、地元信州産のカラマツを使用した木造の伝統的和風建築となっている。

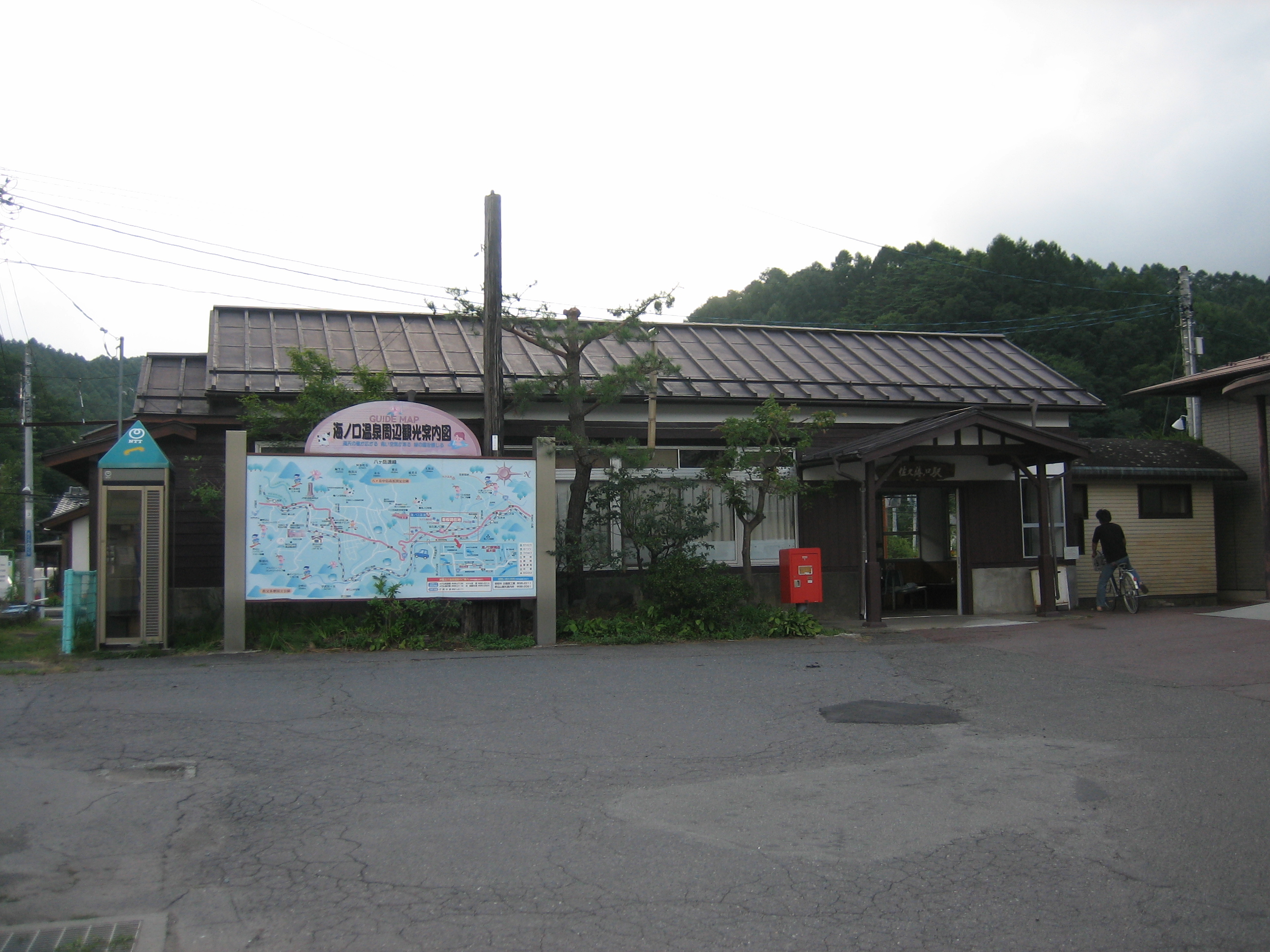
旧駅舎（2007年8月）
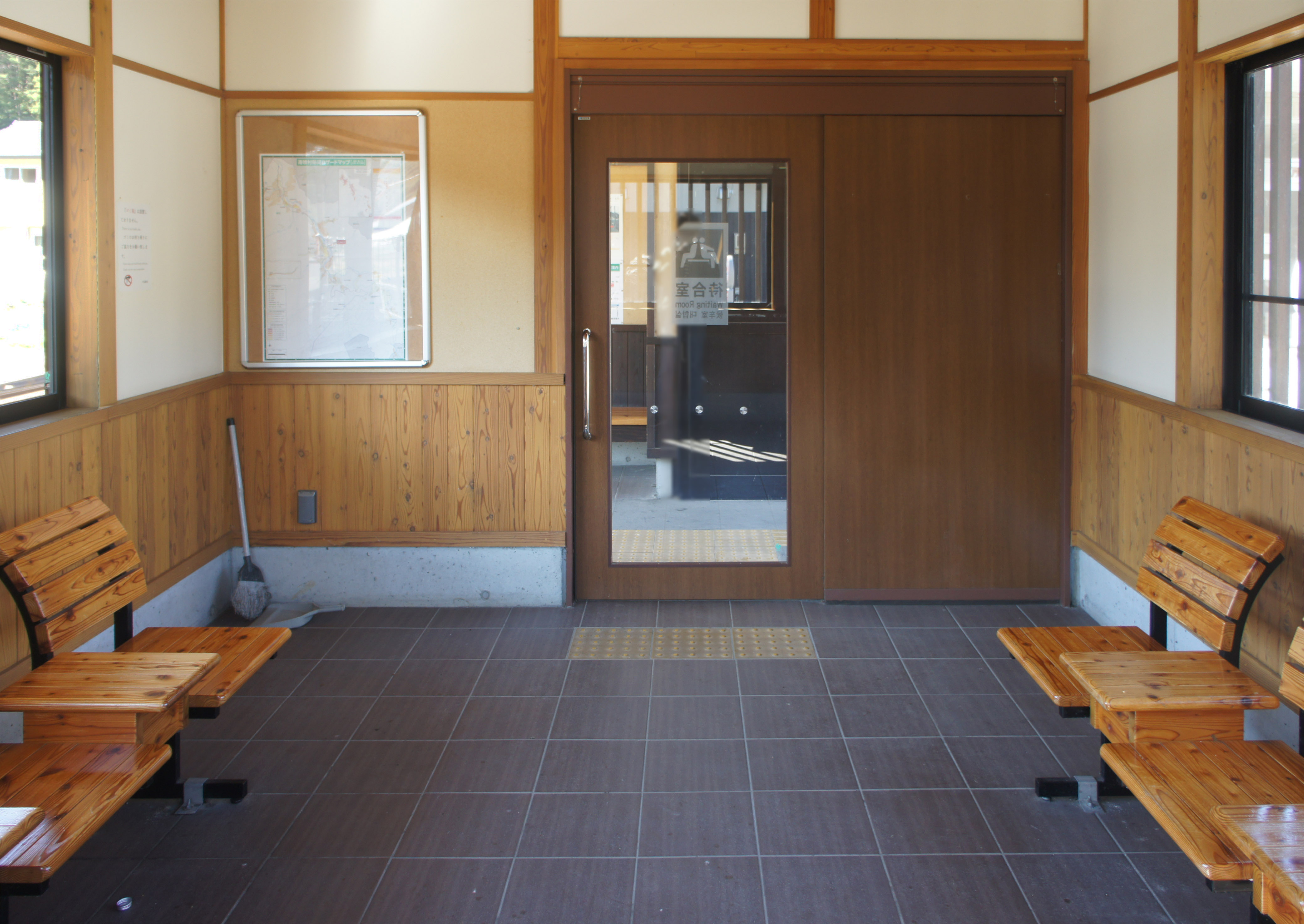
待合室（2021年10月）
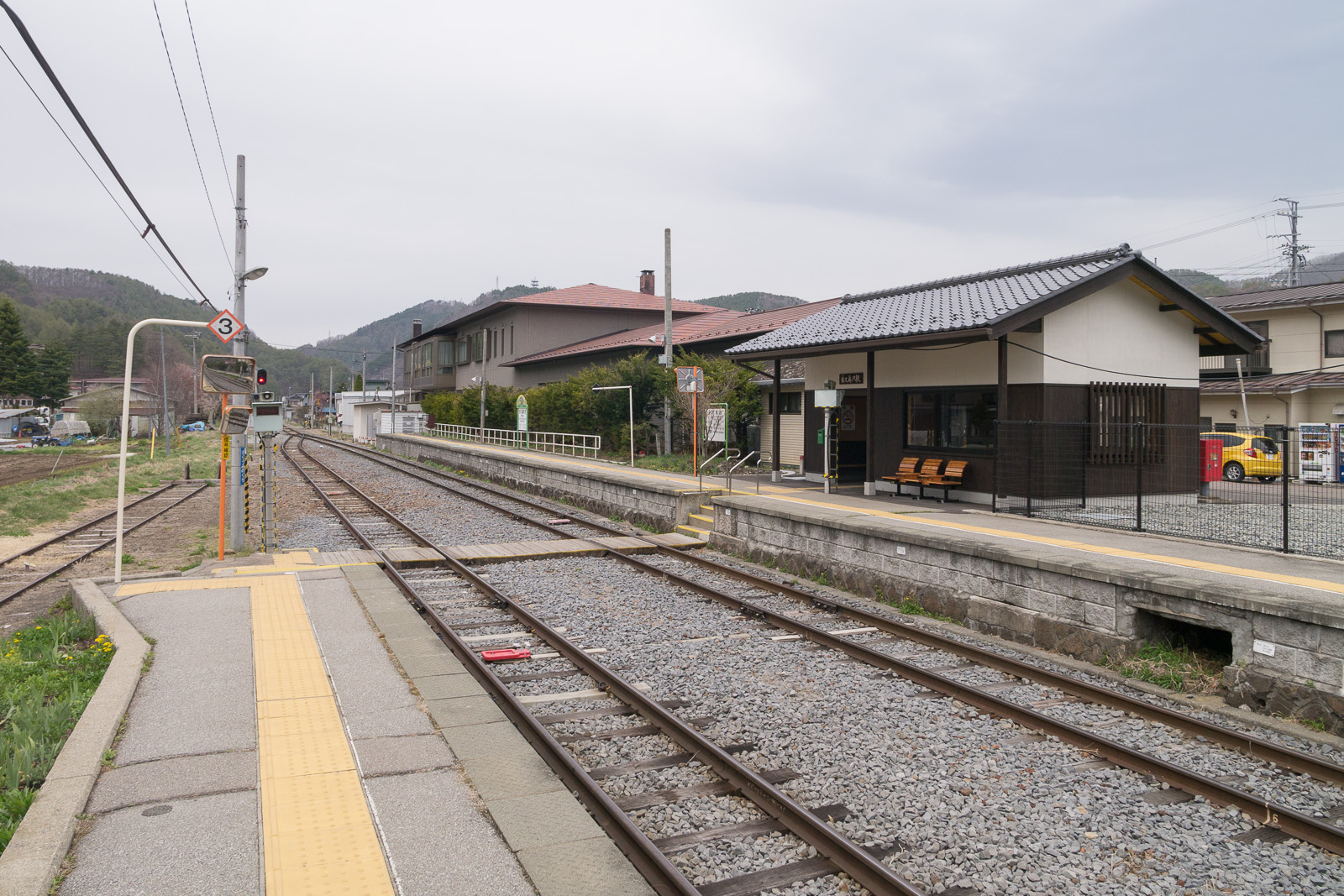
2面2線時代のホームと構内踏切（2013年4月）
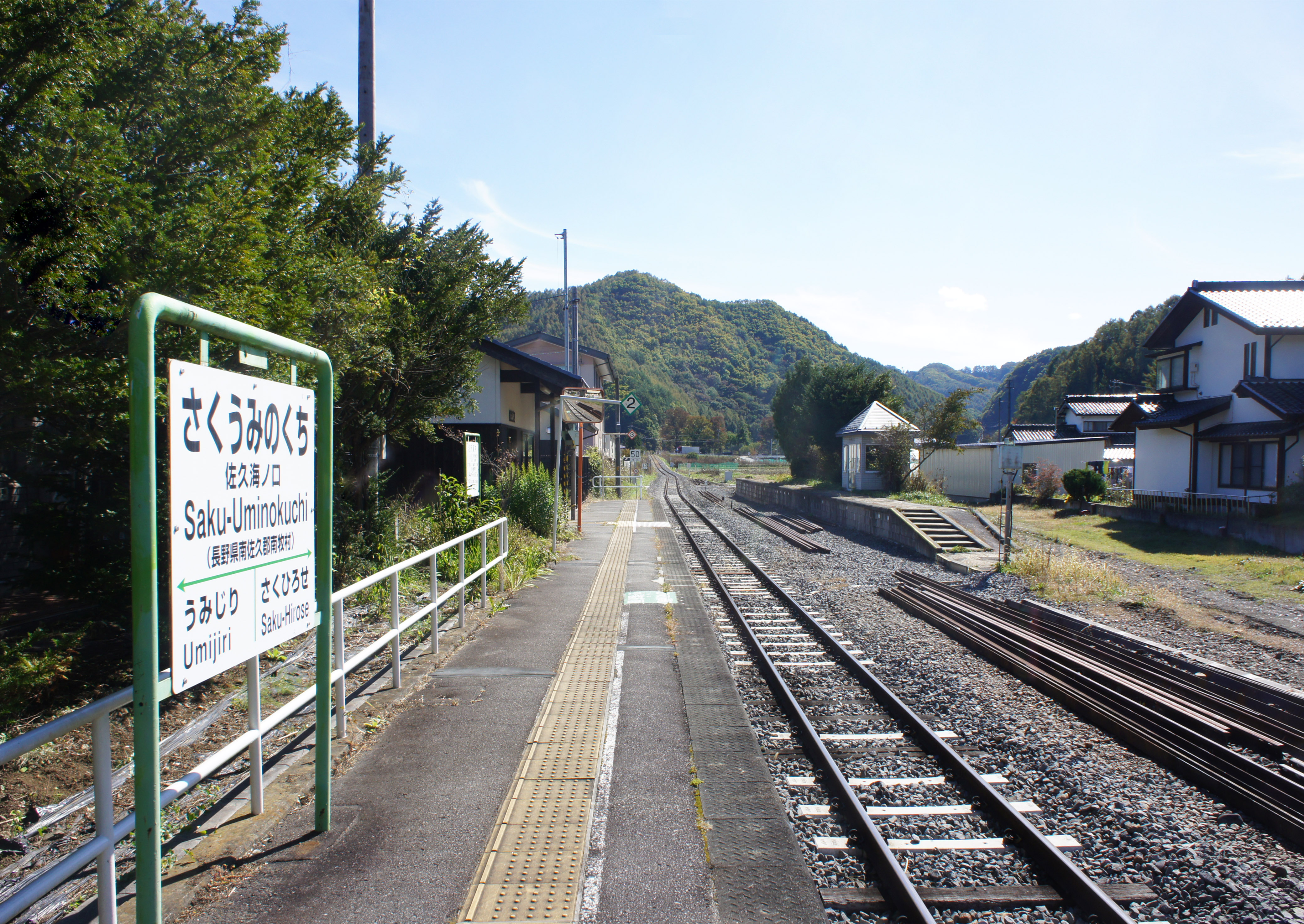
ホーム（2021年10月）

## 利用状況
2007年度（平成19年度）、2009年度（平成21年度）- 2011年度（平成23年度）の1日平均乗車人員の推移は以下のとおりであった。
| 乗車人員推移       | 乗車人員推移     | 乗車人員推移 |
| 年度               | 1日平均 乗車人員 | 出典         |
| ------------------ | ---------------- | ------------ |
| 2007年（平成19年） | 109              | [ 1 ]        |
| 2009年（平成21年） | 80               | [ 1 ]        |
| 2010年（平成22年） | 79               | [ 13 ]       |
| 2011年（平成23年） | 79               | [ 14 ]       |

## 駅周辺
- 南牧村役場[3]
- 海ノ口郵便局
- 千曲川
- 国道141号
- 佐久海ノ口温泉

## 隣の駅
東日本旅客鉄道（JR東日本）
■小海線
佐久広瀬駅 - 佐久海ノ口駅 - 海尻駅